# Kaykhusraw II
Giyath al-Din Kaykhusraw II (àrab i persa: غياث الدين كيخسرو بن كيقباد, Ghīyāth al-Dīn Kaykhusraw bin Kayqubād; turc: Gıyaseddin Keyhüsrev) fou soldà de Rum (1237 al 1246) fill i successor d'Ala al-Din Kaykubad I.
Va succeir el seu pare el 1237. No era el successor designat però era el germà gran i era l'únic que gaudia d'un poder efectiu abans de la successió, ja que el 1228 el seu pare li havia donat el govern d'Erzindjan (recent conquerida) i després havia participat amb el general Kamyar, a la conquesta d'Erzurum i més tard a la d'Akhlat. El 1236-1237, els mongols van fer expedicions a Anatòlia ajudats pels georgians, arribant a Sivas i Malatya; quan els mongols es van retirar, Kaykubad va ordenar el càstig del georgians però la reina Russudan de Geòrgia va demanar la pau i va oferir a la seva filla Tamara en matrimoni al Kaykhusraw.
La seva pujada al tron va suposar una sèrie d'execucions entre els quals els seus germanastres i la seva mare i diversos amirs i alts dignataris, i una accentuació de la política antiaristocràtica del seu pare. Les forces que havien servit als xas de Coràsmia i s'havien establert a Anatòlia després de la seva derrota el 1230/1231, van haver de fugir i el seu cap Kirkhan fou empresonat; durant uns anys aquests grups conegutz com els khwarizms o corasmis, van causar problemes en diversos llocs. Va tenir l'assessorament del seu conseller Sad al-Din Köpek, però finalment també va acabar executat (1240).
La mort de l'aiúbida de Mesopotàmia i Damasc, al-Ashraf ibn al-Adil (1229-1237) i del sultà egipci al-Kamil ibn al-Adil (1218-1238) el van afavorir al debilitar a aquesta dinastia. El 1241 va formar una aliança contra al-Salih Ayyub ibn al-Kamil d'Egipte (1240-1249) que tenia nombrosos enemics a Síria i Mesopotàmia, i es va apoderar d'Amida. Llavors va obtenir del príncep aiúbida d'Alep al-Nasir Yusuf ibn al-Aziz (1236-1260) un reconeixement de la seva sobirania amb obligació d'enviar ajut militar si li era demanat; el mateix va aconseguir del rei de l'Armènia Menor o Petita Armènia i de l'Imperi de Trebisonda; fins i tot l'Imperi de Nicea va esdevenir el seu aliat al mateix temps que el sultà negociava un enllaç matrimonial amb els rivals de Nicea, els llatins de Constantinoble). En aquest temps va visitar el sultanat el pare Simó de Saint-Quentin, que va elogiar la riquesa de la seva cort, però també en aquest temps (1241-1241) va esclatar una revolta religiosa a l'Àsia Menor, els babais (babaiya) de Baba Ishak, que per tres anys van ocupar a les tropes seljúcides. La revolta es va iniciar segurament el 1240 a Kafarsud a l'est de les muntanyes del Taure i es van estendre cap a Amasya i els exèrcits seljúcides a Malatya i Amasya foren destruïts i van avançar cap a Kayseri, Sivas i Tokat que van ocupar. Baba Ishak fou capturat i penjat el 1241 però els seus homes van seguir lluitant fins a la derrota final prop de Kırşehir, el 1242. Simó de Saint-Quentin diu que la victòria fou deguda al gran nombre de mercenaris francs del sultà.
L'hivern del 1242 a 1243 es va presentar a Anatòlia oriental un exèrcit mongol dirigit pel general i governador Baidju, que per una traïció es va apoderar d'Erzurum i a la primavera del 1243 van començar a envair l'Àsia Menor; Khaykhusraw va demanar ajut a tots els veïns, musulmans i cristians, reconciliats per fer front al perill comú. Però la impaciència va impulsar a Khaykhusraw a enfrontar sol a l'enemic mongol. La batalla de Köse Dağ, entre Erzindjan i Sivas, es va lliurar el 26 de juny de 1243 i va suposar una catàstrofe pels seljúcides. Els mongols van ocupar Sivas i Kayseri. Khaykhusraw va fugir cap a Anatòlia occidental, a Antalya, disposat a fugir per mar, però el seu visir Muhadjdjab al-Din va signar un acord amb els mongols pel que Rum esdevenia vassall i pagaria un alt tribut, i per això després de saquejar Kayseri, no van seguir endavant podent Khaykhusraw conservar el poder.
Mercès a l'ajut d'un senyor rebel armeni, va poder derrotar el rei Hetum de la Petita Armènia al que acusava (segurament amb raó) d'haver entregat als mongols a la reina mare de Rum. Va morir amb uns 40 anys a l'hivern del 1245 al 1246 deixant tres fills molt joves, Izz al-Din Kaykaus II (11 anys) fill d'una dona grega filla d'un sacerdot; Rukn al-Din Kilidj Arslan IV (9 anys) fill d'una dona turca de Konya; i Ala al-Din Kaykubad II (7 o 5 anys), fill de la princesa georgiana Tamara. El darrer fou designat successor pel pare però Izz al-Din Kaykaus II es va imposar com a nou sultà.